# 細菌兵器（生物兵器）及び毒素兵器の開発、生産及び貯蔵の禁止並びに廃棄に関する条約等の実施に関する法律
細菌兵器（生物兵器）及び毒素兵器の開発、生産及び貯蔵の禁止並びに廃棄に関する条約等の実施に関する法律（さいきんへいき（せいぶつへいき）およびどくそへいきのかいはつ、せいさんおよびちょぞうのきんしならびにはいきにかんするじょうやくとうのじっしにかんするほうりつ、昭和57年6月8日法律第61号）は、生物兵器および毒素兵器の製造、所持、譲渡、譲受の禁止、生物剤および毒素を発散させる行為の規制に関する日本の法律である。
1982年6月8日に公布された。

## 概要
生物兵器及び毒素兵器の製造、所持、譲渡し及び譲受けを禁止するとともに、生物剤及び毒素を発散させる行為を規制する等の措置を講ずることを目的としている。生物剤又は毒素の開発、生産、貯蔵、取得又は保有を例外的に認められるのは、防疫の目的、身体防護の目的その他の平和的目的に限定している。

## 制定の経緯
生物兵器禁止条約（Biological Weapons Convention:BWC，正式名称は「細菌兵器（生物兵器）及び毒素兵器の開発，生産及び貯蔵の禁止並びに廃棄に関する条約」）は，生物・毒素兵器（以下，生物兵器を包括的に禁止する唯一の多国間の法的枠組みである。化学兵器及び生物兵器の戦時における使用を禁止した1925年のジュネーブ議定書を受け，生物兵器の開発，生産，貯蔵等を禁止するとともに，既に保有されている生物兵器を廃棄することを目的として1972年の第26回国連総会決議の採択を経て，1972年4月10日に署名開放され，1975年3月26日に発効した。
日本は1972年4月10日（署名開放日）に生物兵器禁止条約に署名したが、10年以上批准しなかった。生物兵器禁止条約は、1982年4月27日に締結の承認案件が国会に提出され、同年6月3日に衆議院で、6月4日に参議院でそれぞれ全会一致で承認され、6月4日の批准の閣議決定を経て1982年6月8日に批准書を寄託、同日に日本国について発効した。同条約を受けた国内実施法としての細菌兵器（生物兵器）及び毒素兵器の開発、生産及び貯蔵の禁止並びに廃棄に関する条約の実施に関する法律」は、1982年4月27日に法案が国会に提出され、同年6月3日に衆議院で、6月4日に参議院でそれぞれ全会一致で可決され、条約の発効した1982年6月8日に施行（同法附則）された。

## 定義
生物剤、毒素、生物兵器および毒素兵器を第2条で定義している。

## 処罰される行為
- 生物兵器等使用罪（第9条第1項・第3項） - 生物兵器又は毒素兵器を使用して、当該生物兵器又は当該毒素兵器に充てんされた生物剤又は毒素を発散させた者は、無期若しくは2年以上の懲役又は1000万円以下の罰金に処する。未遂罪も同様に処する。
- 生物剤等発散罪（第9条第2項・第3項） - 生物剤又は毒素をみだりに発散させて人の生命、身体又は財産に危険を生じさせた者は、10年以下の懲役又は500万円以下の罰金に処する。未遂罪も同様に処する。
- 生物兵器等製造罪（第10条第1項・第3項） -  生物兵器又は毒素兵器を製造した者は、1年以上の有期懲役又は500万円以下の罰金に処する。未遂罪も同様に処する。
- 生物兵器等所持等罪（第10条第2項・第3項） -  生物兵器又は毒素兵器を所持し、譲り渡し、又は譲り受けた者は、10年以下の懲役又は300万円以下の罰金に処する。未遂罪も同様に処する。
- 生物剤等取扱業務虚偽報告等罪（第12条） - 主務大臣による業として生物剤又は毒素を取扱業務に対する報告要求に虚偽の報告、又は報告をしなかった者は、1年以下の懲役又は50万円以下の罰金に処する。

## 国外犯
生物兵器等使用罪及び生物剤等発散罪は、刑法第4条の2（条約による国外犯）の例に従う（第11条）となっている。
この規定は、テロリストによる爆弾使用の防止に関する国際条約を日本国が受諾する際に、テロリストによる爆弾使用の防止に関する国際条約の締結に伴う関係法律の整備に関する法律（平成13年11月16日法律第121号第5条による改正で設けられたものである。